# Алмазний пояс
Алмазний пояс — радянський двосерійний телефільм 1986 року, знятий режисером Гіясом Шермухамедовим на кіностудії «Узбекфільм».

## Сюжет
За мотивами однойменного роману Піримкула Кадирова. Герої фільму — молоді ташкентські архітектори, чоловік та дружина. В основі сюжету — конфлікт, що виник між авторами проекту забудови міського району, заснованого лише на уявній економічній вигоді без урахування справжніх інтересів його мешканців, та молодими архітекторами, які відстоюють проект створення етнографічного парку-заповідника на берегах річки Анхор.

## У ролях
- Алішер Пірмухамедов — Аброр
- Тамара Шакірова — Вазіра
- Баходир Юлдашев — Шерзод
- Пулат Саїдкасимов — Агзам-ота
- Турсуной Джафарова — Ханіфа-хола
- Закір Мумінов — Шакір
- Бахтіяр Касимов — «Ерудит»
- Ульмас Аліходжаєв — Рахманов
- Роза Ісмаїлова — Дільбар Махмудовна
- Сайрам Ісаєва — Садрієва
- Насіба Аллаєва — Насіба
- Набі Рахімов — Тешавой-ака
- Барно Шадманова — Маліка
- Акмаль Фазилходжаєв — Зафар
- Бахрам Матчанов — епізод
- Яйра Абдулаєва — епізод
- Володимир Балашов — епізод
- Хусан Шаріпов — епізод
- Ю. Любічева — епізод
- Данута Столярська — епізод
- Джамшид Закіров — епізод
- Гаухар Закірова — епізод
- Шарафат Шакірова — епізод
- Наїля Ташкенбаєва — епізод
- Т. Мамедова — епізод
- Мар'ям Якубова — епізод
- Матякуб Матчанов — епізод
- Азамат Іргашев — епізод
- Георгій Яшунський — епізод
- Джавлон Хамраєв — епізод
- Бехзод Хамраєв — епізод
- Шариф Кабулов — епізод
- Лола Бадалова — епізод
- Володимир Теппер — епізод

## Знімальна група
- Режисер — Гіяс Шермухамедов
- Сценаристи — Дмитро Булгаков, Гіяс Шермухамедов
- Оператор — Тимур Каюмов
- Композитор — Руміль Вільданов